# Tegea
Tegea (in greco Τεγέα?) è un ex comune della Grecia nella periferia del Peloponneso di 3 858 abitanti secondo i dati del censimento 2001.
È stato soppresso a seguito della riforma amministrativa detta Programma Callicrate in vigore dal gennaio 2011 ed è ora compreso nel comune di Tripoli.

## Nell'Antica Grecia
Tegea era un'antica provincia dell'Arcadia già importante all'epoca di Omero per la sua posizione strategica sulla strada tra Sparta e Corinto.
La tradizione mitologica vuole che fosse originariamente formata da nove demi rurali, poi unificati da Aleo, figlio di Afidante. Aleo, alla morte del cugino Epito, divenne re di tutta l'Arcadia.
Venne pertanto sottomessa dagli Spartani nel 550 a.C.. Secondo quanto riportato da Erodoto, Oreste sarebbe stato sepolto a Tegea: ritrovandone il corpo, Lica, uno dei cinque Spartiati detti Valenti, riuscì nel procurare la vittoria di Sparta sulla città di Tegea, in conformità con quanto detto dalla Pizia. L'esercito tegeato era ben addestrato tanto che nella battaglia di Platea nel 479 a.C., tra Greci e Persiani, il comandante greco Pausania, consapevole della qualità, lo spinse nella battaglia e ne uscì vincitore. Tegea tentò di ribellarsi a Sparta ma fu nuovamente sottomessa. Quindi iniziò un periodo di decadenza culminato con l'egemonia di Tebe e la costruzione di Megalopoli.
Un monumento di grande interesse è rappresentato dai resti del santuario dedicato a Atena Alea, distrutto da un incendio nel 395 a.C. venne ricostruito dall'architetto e scultore greco Scopas che ne abbellì i frontoni con figure ricche di pathos e drammaticamente espressive. Poco resta della cinta muraria.

## Località
Tegea è formata dall'insieme delle seguenti località:
- Alea
- Episkopi
- Garea
- Kamari
- Kandalos
- Kerasitsa, where the politician Gregoris Lambrakis was born in 1912
- Lithovounia
- Magoula (Magoula, Giokareika)
- Manthyrea
- Mavriki
- Psili Vrysi (Psili Vrysi, Bouzaneika)
- Rizes
- Stadio (Stadio, Agios Sostis, Akra)
- Tzivas
- Vouno
- Strigkos (Strigkos, Demiri)